# Anopheles umbrosus
Anopheles umbrosus este o specie de țânțari din genul Anopheles. A fost descrisă pentru prima dată de Theobald în anul 1903. Conform Catalogue of Life specia Anopheles umbrosus nu are subspecii cunoscute.